# 45 Близнецов
45 Близнецов (лат. 45 Geminorum, HD 54131) — предположительно двойная звезда в созвездии Близнецов на расстоянии приблизительно 291 светового года (около 89 парсеков) от Солнца. Видимая звёздная величина звезды — +5,476m.

## Характеристики
Первый компонент — оранжевый или жёлтый гигант спектрального класса K0 или G8III. Радиус — около 10,73 солнечных, светимость — около 78,42 солнечных. Эффективная температура — около 4737 К.